# Horváth K. Attila
Horváth K. Attila (Veszprém, 1971. június 22. –) magyar kémikus, egyetemi tanár, dékán. A Pécsi Tudományegyetem Természettudományi Karának dékánja, a Szervetlen Kémia Tanszék tanszékvezető egyetemi tanára, a kémia tudományok doktora, az MTA doktora (2018).

## Életpályája
1978–1985 között a veszprémi Báthory István Általános Iskola diákja volt. 1985–1989 között a veszprémi Lovassy László Gimnázium speciális matematika tagozatán tanult. 1989–1994 között a szegedi József Attila Tudományegyetem matematika-kémia szakos hallgatója volt. 1993-ban Walesben TEMPUS-ösztöndíjas volt. 1994–1997 között PhD. hallgató volt a József Attila Tudományegyetem Fizikai Kémiai Tanszékén. 1997–1998 között a József Attila Tudományegyetem Fizikai Kémiai Tanszék tudományos segédmunkatársa, 1998–2004 között egyetemi tanársegéde, 2004–2008 között egyetemi adjunktusa volt. 
1998–2000 között az USA-ban volt tanulmányúton. 2000-ben PhD. fokozatot szerzett. 2008–2011 között a Pécsi Tudományegyetem Szervetlen Kémiai Tanszék Kémia Intézetének egyetemi adjunktusa volt, 2011-től egyetemi docense. 2010-ben habilitált a Pécsi Tudományegyetemen. 2010–2015 között vendégkutató volt Kínában. 2011-től a Magyar Kémikusok Egyesülete Etikai Bizottságának tagja. 2013–2018 között a Pécsi Tudományegyetem Természettudományi Kar általános és tudományos dékánhelyettese volt. 2018-ban a Magyar Tudományos Akadémia doktora lett. 2018-tól a Pécsi Tudományegyetem Természettudományi Kar dékánja.